# مصطفى خليل المسلماني

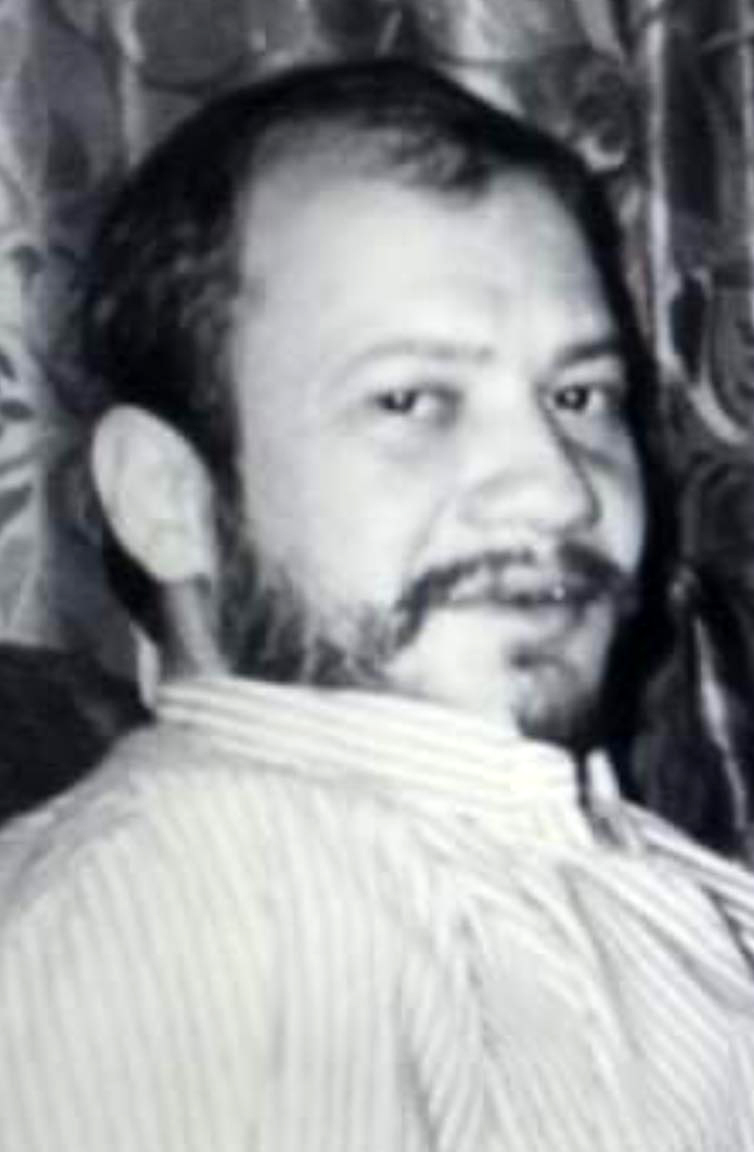
زيت على توال مقاس 100 في 75 سم

مصطفى خليل المسلماني (1959 - 2008) فنان تشكيلي مصري ومناضل سياسي عاش طفولته فيما بين القاهرة والقليوبية والشرقية. أنشأ خلية للعمل الاشتراكي بمحافظة القليوبية وعمل تحت قيادة الحزب الشيوعي المصري.
سافر في أواخر السبعينيات للسودان لعمل مناقشات ما بين الحزب الشيوعي المصري والأحزاب الأخرى للحفاظ على العلاقات ما بين دولتي المصب ودول المنبع. سافر إلى اليمن للحصول على إجازته الثانوية بعدما إضطهده النظام المصري إثر كتابته لمقال ضد معاهدة السلام «كامب ديفيد». سافر إلى الاتحاد السوفيتي لدراسة الترميم والفن الجداري والرسم. عرض بالإتحاد السوفيتي عدة معارض تحت إشراف الفنان إستراجنكا. عاد إلى مصر وعرض بعدة معارض فنية بأتيلية القاهرة وقاعات الفنون المختلفة وحده أو مع فنانين آخرين. اشتهر عمله برسومات عن الجمال الطائرة.
أنشأ جاليري الخاتون الذي وظف به الفن المصري لأغراض استعمالية ذات طابع فني
أول من استخدم الخط العربي في الطباعة على أقمشة التنجيد ووحدات الإضاءة
أكمل الخط المغربي المفقود.

## مراجع

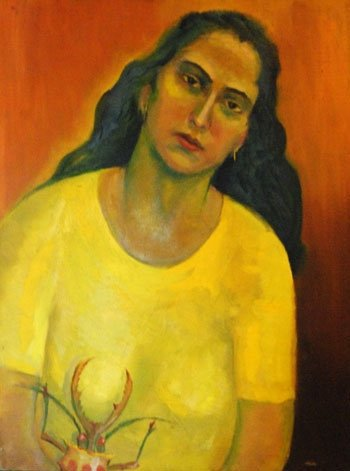
لوحة زيتية مقاس 50 في 70 سم زيت على توال

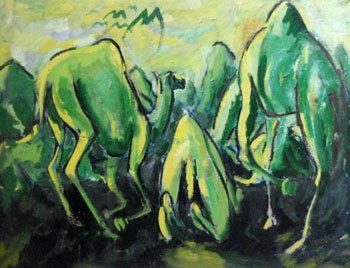

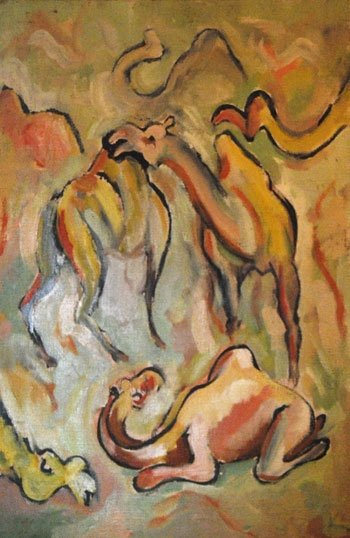
لوحة زيتية من معرض الجمال بأتيلية القاهرة